# Chagall (film 1985)
Chagall è un documentario del 1985 diretto da Kim Evans e basato sulla vita del pittore bielorusso Marc Chagall.